# Erik Bünger
Erik David Bünger, född 13 februari 1976 i Växjö, är en svensk kompositör, videokonstnär och performancekonstnär. Hans arbeten har ofta handlat om den mänskliga rösten och dess motsägelsefulla förhållande till kroppen, musiken och teknologin.
Erik Bünger utbildade sig på Gotlands Tonsättarskola fram till 1999 och på Kungliga Musikhögskolan i Stockholm och vid Universität der Künste i Berlin med en magisterexamen 2004 i elektroakustisk komposition.
Han har under många år bott och arbetat i Berlin. Han arbetar som performancekonstnär med formen lecture performance (”föreläsningsframträdande”), vilken var en genre som blomstrade inom 1700-talets teater i Storbritannien med bland andra George Alexander Stevens (1710–1780).
Erik Bünger fick 2011 – Ars Viva-Preis av Kulturkreises der deutschen Wirtschaft im Bereich Bildende Kunst.

## Verk i urval
- The Allens, 2004, video
- Gospels, 2006, videofilm, 22 minuter
- God Moves on the Water, 2008, video 3 minuter, ”föreläsningsframträdande”
- A Lecture on Schizophonia, 2007–2009, ”föreläsningsframträdande” och videofilm
- The Third Man, 2010
- The Girl who never was, 2013, ”föreläsningsframträdande” och videofilm, 59 minuter

## Diskografi i urval
- Variations on a Theme by Lou Reed, 2002, Ideal Recordings
- The Empire never ended, 2015, Infinite Greyscale IGR07 (tillsammans med Jan-Filip Ťupa)